# Peterandresenita
La peterandresenita és un mineral de la classe dels òxids. Rep el nom del col·leccionista de minerals noruec Peter Andresen, qui va trobar el mineral per primera vegada.

## Característiques
La peterandresenita és un òxid de fórmula química Mn₄Nb₆O19·14H₂O. Va ser aprovada com a espècie vàlida per l'Associació Mineralògica Internacional l'any 2012. Cristal·litza en el sistema monoclínic. La seva duresa a l'escala de Mohs es troba entre 2 i 2,5. És el primer hexaniobat natural. És una mica semblant química i visualment als heteropoliniobats menezesita i aspedamita. També és químicament semblant a la hansesmarkita.
Les mostres que van servir per a determinar l'espècie, el que es coneix com a material tipus, es troben conservades a les col·leccions del Museu d'Història Natural de la Universitat d'Oslo, a Noruega, amb els números de catàleg: 43490 i 43492, i a les col·leccions mineralògiques del Museu d'Història Natural del Comtat de Los Angeles, a Los Angeles (Califòrnia) amb el número de catàleg: 64008.

## Formació i jaciments
Va ser descoberta a la pedrera de granit A/S de la localitat de Tuften, a Larvik (Vestfold og Telemark, Noruega), on es presenta com a cristalls equidimensionals, de transparents a translúcids ataronjats, de fins a 1 mm, amb una ratlla taronja pàl·lida i una lluïssor vítria a resinosa. També ha estat descrita a l'àrea de Brandberg, dins la regió d'Erongo (Namíbia).